# جامعة عبد الرحمان ميرة (بجاية)
جامعة بجاية (لغة فرنسية: Université Abderrahmane Mira de Béjaïa, لهجة قبائلية: Tasdawit n'Bgayet/ⵝⴰⵚⴷⴰⵯⵉⵝ ⵏ ⴱⴴⴰⵢⵝ) هي جامعة بولاية بجاية الجزائرية.

## تاريخ
أنشئت عام 1983 كمعاهد للتعليم العالي، ويبلغ عدد الملتحقين بها 205 طلاب و40 معلماً في السنة الأولى. تحولت إلى مركز جامعي عام 1992 ثم إلى جامعة عام 1998. وتحمل اسم العقيد السابق في جيش التحرير الوطني عبد الرحمان ميرة. وفي عام 2006، سيصل عدد موظفيها إلى 22.792 طالبًا و698 معلمًا. وفي العام الدراسي 2012، بلغ عدد طلابها ما يقرب من 41000 طالب، من بينهم 600 أجنبي و1600 معلم، مع 208 عروض تدريبية. وتتوزع الجامعة الآن على موقعين: تارغا أوزمور وأبوداو.[بحاجة لمصدر]

## وصلات خارجية
- جامعة بجاية (بالفرنسية)